# かすてぃら 僕と親父の一番長い日
『かすてぃら 僕と親父の一番長い日』（かすてぃら ぼくとおやじのいちばんながいひ）は、さだまさしによる自伝的小説。
2012年4月10日、さだの還暦の誕生日に小学館より書き下ろしで刊行され、翌年に文庫化された。2013年にNHK BSプレミアム「プレミアムドラマ」にて『かすていら』のタイトルで遠藤憲一主演でテレビドラマ化された。
さだの2012年のアルバム『もう来る頃…』には、この作品にちなんだ楽曲「かすてぃら」が収録されている。
さだまさしの父・佐田雅人の数々の武勇伝を始めとした生き方と死を中心に、全て実名で書かれている。

## 登場人物
佐田 雅人
雅志の父。勤めていた材木会社から独立して始めた材木屋の経営が軌道に乗ったが、昭和32年の諫早水害で材木財産を失い、その時の負債が元で会社は潰れ、没落する。こうと決めたらてこでも動かない頑固な性格だが、義理堅くお人好しでもある。カステラをちぎって食べるのが好き。
佐田 雅志
「父の歴史の中でほんの僅かしかなかった」裕福な時期に、ヴァイオリンを習い始めさせられ、家が没落した後も、母の意向で習い続ける。
佐田 喜代子
雅志の母。雅人とは兄の強いすすめで結婚したが、実は雅人の事はあまりタイプではなかった。
佐田 繁理
雅志の弟。
佐田 玲子
雅志の妹。
園子
留守がちな佐田兄弟に代わり、雅人の看病を頼まれていたいとこ。
山口 保
雅志の幼なじみ。
菊池 保夫
高校時代の雅志の親友。
柴田先生
雅人の大親友。循環器専門の外科医。県立病院の院長。
安西 範康
雅志が東京の中学校に転校した後の親友。
岡本 忠
喜代子の兄で、雅人とは戦友であり親友。
登美子
雅志の叔母、喜代子の妹。

## テレビドラマ
『かすていら』のタイトルで、2013年7月7日から8月4日まで、NHK BSプレミアム「プレミアムドラマ」で放送された。2014年5月6日未明（5月5日深夜）より5夜連続でNHK総合テレビで放送された。
2015年5月30日より土曜ドラマで放送される、同じくさだの自伝的小説を原作とする『ちゃんぽん食べたか』は本作の続編に当たり、遠藤憲一と西田尚美は引き続き出演する。

### キャスト
- 佐野雅人 - 遠藤憲一
- 佐野喜代子 - 西田尚美
- 佐野雅志 - 大八木凱斗
- 佐野繁理 - 坂口湧久
- 佐野玲子 - 新井美羽
- 佐野エン - 佐々木すみ江（第4話以降は遺影）

- 岡崎満喜子 - 円城寺あや
- 山口美代子 - 筒井真理子
- 岡崎民夫 - 比留間由哲
- 佳子先生 - 小野ゆり子

- タモツ - 松本聖海
- ケンタ - 平田敬士
- アキオ - 西地修哉（第2話 - 第4話）
- ツヨシ - 渡辺凱（第2話）

- 明子先生 - 毬谷友子
- 大吉 - 金子賢
- 岡崎一郎 - 今井雅之（第1話・第5話）

- 吉永喜一郎 - 小田豊（第2話 - 第4話）
- 阿川刑事 - 陰山泰（第2話）
- 横山 - 細見大輔（第2話 - 第4話）
- 風船屋の店主 - 野添義弘（第3話）
- 三木先生 - 関口春雄（第3話）
- 由美子 - 家原妙（第3話）

### スタッフ
- 原作 - さだまさし『かすてぃら〜僕と親父の一番長い日〜』
- 脚本 - 羽原大介
- 演出 - 吉村芳之、川野秀昭
- 音楽 - 渡辺俊幸
- 美術 - 川口直次
- 技術 - 濱嵜渉
- 音響効果 - 坂本愛
- 撮影 - 清水照夫、廣瀬尚志
- 照明 - 水村享志
- 音声 - 和田厚、嶋岡智子
- 時代考証 - 天野隆子
- 長崎ことば指導 - 福田信昭
- バイオリン指導 - 渡邉晃子
- 美術協力 - NHKアート
- 技術協力 - NHKメディアテクノロジー
- 撮影協力 - 長崎県長崎市、茨城県常総市、神奈川県秦野市・厚木市・三浦市・横須賀市、埼玉県飯能市・深谷市、千葉県千葉市、東京都豊島区・葛飾区、栃木県真岡市
- 制作統括 - 真鍋斎、遠藤理史
- 制作 - NHKエンタープライズ
- 制作・著作 - NHK

### 放送日程
| 回    | 放送日        | 地上波放送    | サブタイトル | 演出     |
| ----- | ------------- | ------------- | ------------ | -------- |
| 第1回 | 2013年7月07日 | 2014年5月06日 | お引っ越し   | 吉村芳之 |
| 第2回 | 2013年7月14日 | 2014年5月07日 | バトンタッチ | 吉村芳之 |
| 第3回 | 2013年7月21日 | 2014年5月08日 | バラの花     | 吉村芳之 |
| 第4回 | 2013年7月28日 | 2014年5月09日 | 父のしごと   | 川野秀昭 |
| 第5回 | 2013年8月04日 | 2014年5月10日 | 旅立ち       | 川野秀昭 |